# Toray Pan Pacific Open 2001
Toray Pan Pacific Open 2001 — жіночий тенісний турнір, що проходив на закритих кортах з килимовим покриттям Токійського палацу спорту в Токіо (Японія). Належав до турнірів 1-ї категорії в рамках Туру WTA 2001. Тривав з 30 січня до 4 лютого 2001 року. Ліндсі Девенпорт здобула титул в одиночному розряді.

## Фінальна частина

### Одиночний розряд
Ліндсі Девенпорт —  Мартіна Хінгіс 6–7(4–7), 6–4, 6–2
- Для Девенпорт це був 1-й титул в одиночному розряді за сезон і 31-й — за кар'єру.

### Парний розряд
Ліза Реймонд /  Ренне Стаббс —  Анна Курнікова /  Ірода Туляганова 7–6(7–5), 2–6, 7–6(8–6)
- Для Реймонд це був 1-й титул за рік і 21-й — за кар'єру. Для Стаббс це був 1-й титул за рік і 25-й — за кар'єру.